# Footlights
Footlights è una compagnia teatrale amatoriale fondata nel 1883 e gestita dagli studenti dell'Università di Cambridge. Qui hanno avuto inizio le carriere di numerosi artisti noti a livello internazionale, tra cui Hugh Laurie, Emma Thompson, Stephen Fry, Douglas Adams, Sacha Baron Cohen, i Monty Python Graham Chapman, John Cleese ed Eric Idle, Michael Frayn, David Frost, Peter Cook, Trevor Nunn, Bill Oddie, Peter Shaffer, Tim Brooke-Taylor, Graeme Garden, David Baddiel, Cecil Beaton, Leslie Bricusse, Mark Evans, Julian Fellowes, Dan Stevens, Germaine Greer, Tom Hollander, Jack Hulbert, Nicholas Hytner, Simon Jones, Paul King, John Lloyd, Jonathan Lynn, Miriam Margolyes, Simon McBurney, Ben Miller, David Mitchell, Charles Shaughnessy, John Shrapnel, Ali Smith, Michael Marshall Smith, Joe Thomas, Ian Wallace, Mark Watson, Robert Webb, Sophie Winkleman, Richard Ayoade.
La compagnia divenne famosa negli anni sessanta con lo spettacolo satirico Beyond the Fringe: scritto e realizzato nel 1960 da due ex studenti di Cambridge Peter Cook e Jonathan Miller insieme a Alan Bennett e Dudley Moore, che invece si erano laureati a Oxford, fu presentato al Fringe Festival di Edimburgo per poi andare in tour nel Regno Unito e negli Stati Uniti. Raccolse ampi consensi di pubblico per la novità della sua satira irriverente nei confronti delle personalità più autorevoli ed esercitò una notevole influenza tra gli artisti comici dell'epoca.
Nel 1963 un altro spettacolo della compagnia ricalcò questo successo. Tra i componenti del gruppo c'erano il futuro Monty Python John Cleese e i futuri Goodies Bill Oddie, Tim Brooke-Taylor, Graeme Garden. Lo spettacolo si intitolava A Clump of Plinths ma fu con il titolo Cambridge Circus che tenne cartellone per tre mesi a Londra e poi in Nuova Zelanda e a Broadway.
Nel 1965 un altro futuro Monty Python, Eric Idle, nelle vesti di presidente del gruppo estese alle studentesse la possibilità di iscriversi alla compagnia, fino ad allora esclusivamente maschile.
Tra gli altri attori usciti da questa storica compagnia, si ricordano ancora Emma Thompson, Hugh Laurie e Stephen Fry dell'anno 1981. Gli ultimi due crearono qui la coppia comica Fry and Laurie.
Ancora oggi gli studenti di Footlights presentano nel corso dell'anno accademico i tradizionali smoker, spettacoli con un misto di sketch e di cabaret, oltre a commedie ed altri spettacoli. Dopo la fine dell'anno accademico gli spettacoli spesso vanno in tour e vengono presentati nei teatri del West End di Londra.